# Serixia cavifrons
Serixia cavifrons là một loài bọ cánh cứng trong họ Cerambycidae.